# FC Felcsút
Az FC Felcsút (a Felcsút SC jogutódja) egy felcsúti labdarúgócsapat. Az elmúlt években az NB II - Nyugati csoportjának élcsapata.

## Híres edzők
- Nagy László
- Urbán Flórián

## Szakmai stáb
| Vezetőedző       | Kapusedző    | Klubigazgató | Gyúró       | Szertáros     |
| Szíjjártó István | Knotz László | Diczkó Csaba | Hajnal Imre | Tolnai István |

## Játékoskeret
2007. július 30-án:
* a félkövérrel írt játékosok rendelkeznek felnőtt válogatottsággal.
| Kapusok | Kapusok           |
| ------- | ----------------- |
| 1       | Borbély Krisztián |
| 33      | Kozma Tamás       |

| Hátvédek | Hátvédek        |
| -------- | --------------- |
| 3        | Makrai László   |
| 4        | Trampler Kornél |
| 9        | Mihályi Tamás   |
| 11       | Novák Alexisz   |
| 22       | Tamási Zoltán   |
| 23       | Villányi Gergő  |
| 32       | Bergmann Balázs |

| Középpályások | Középpályások   |
| ------------- | --------------- |
| 6             | Venczel Balázs  |
| 7             | Domján Attila   |
| 8             | Schrancz Balázs |
| 13            | Székesi Ádám    |
| 14            | Sipos Kornél    |
| 18            | Imrik László    |
| 19            | Ribi Roland     |
| 20            | Török Sándor    |
| 21            | Gálos Zoltán    |

| Csatárok | Csatárok         |
| -------- | ---------------- |
| 10       | Móri Tamás       |
| 24       | Kovacsics Károly |
| 30       | Weitner Ádám     |